# Локална оптимизация за търсачки
Локалната оптимизация за търсачки (local SEO) е стратегия за оптимизация на уебсайтове, насочена към подобряване на онлайн видимостта на бизнеси в местни търсения. Това означава, че когато потребителите търсят услуги или продукти в конкретна географска област (например „ресторанти в София“ или „автосервиз близо до мен“), бизнесите с добра оптимизация ще се класират по-високо в резултатите на търсачките.

## Основни елементи
- Google Business Profile – създаване и оптимизиране на профил, в който се включва информация като адрес, телефон, работно време, снимки и отзиви от клиенти.[1]
- Локални ключови думи – включване на ключови думи, свързани с конкретни географски локации (например „най-добрият фризьор в Пловдив“).
- Цитати в директории – регистрация в онлайн директории като Google Maps, Yelp, фирмени каталози, Meta Business Suite и др.
- Онлайн отзиви – насърчаване на клиенти да оставят положителни рецензии, които подобряват доверието и класирането в търсачките.
- Локални линкове (backlinks) – позовавания от авторитетни местни сайтове, блогове, медии и партньори.[2]
- Оптимизация на мобилната версия на сайта – повечето локални търсения се извършват през мобилни устройства, затова сайтът трябва да е удобен.
- Структурирани данни (schema markup) – добавяне на специален код към сайта, който помага на търсачките да разберат информацията за бизнеса (като работно време, адрес и др.).[3]

- Съдържание с локална насоченост – писане на статии, новини и ръководства, които са полезни за местната аудитория.

Локалното SEO е особено важно за малки и средни бизнеси като ресторанти, адвокатски кантори, медицински кабинети, автомивки и други услуги, които обслужват конкретен район.